# 멕시코 태평양 리그
멕시코 태평양 리그(스페인어: Liga Mexicana del Pacífico 리가 메히카나 델 파시피코[*], LMP)는 1970년 창설된 멕시코의 겨울에 열리는 야구 리그이다. 멕시코 서부 태평양 연안 지역의 리그이며 리그 우승팀에게는 캐리비안 시리즈에 출전할 자격이 주어진다. 트리플 A와 메이저 리그의 중간 수준이라고 볼 수 있다.

## 현재의 팀
| 팀명                     | 연고지                       | 홈 경기장                               | 수용규모 | 창단   |
| ------------------------ | ---------------------------- | --------------------------------------- | -------- | ------ |
| 토마테로스 데 쿨리아칸   | 시날로아 주 쿨리아칸         | 에스타디오 토마테로스                   | 20,000명 | 1965년 |
| 알고도네로스 데 과사베   | 시날로아 주 과사베           | 에스타디오 프란시스코 카란자라 리몬     | 10,000명 | 1970년 |
| 베나도스 데 마사틀란     | 시날로아 주 마사틀란         | 에스타디오 테오도로 마리스칼            | 16,000명 | 1945년 |
| 아길라스 데 멕시칼리     | 바하칼리포르니아 주 멕시칼리 | 에스타디오 파르마시아스 산타 모니카     | 17,000명 | 1948년 |
| 카녜로스 데 로스모치스   | 시날로아 주 로스모치스       | 에스타디오 에멜리오 이바라 알마다       | 12,000명 | 1947년 |
| 나란헤로스 데 에르모시요 | 소노라 주 에르모시요         | 에스타디오 소노라                       | 16,000명 | 1945년 |
| 마요스 데 나베호아       | 소노라 주 나보호아           | 에스타디오 마누엘 "시크론" 에치에베리아 | 11,500명 | 1950년 |
| 야키스 데 오브레곤       | 소노라 주 시우다드오브레곤   | 에스타디오 야키스                       | 16,000명 | 1947년 |
| 차로스 데 할리스코       | 할리스코 주 과달라하라       | 에스타디오 차로스                       | 16,500명 | 1949년 |
| 술탄네스 데 몬테레이     | 누에보레온 주 몬테레이       | 에스타디오 드 베이스볼 몬테레이         | 22,000명 | 1939년 |

## 과거의 팀
- 오스티오네로스 드 구아이마스 (구아이마스 오이스테르멘)
- 리에레로스 드 엠파르미 (엠파르미 레일맨)
- 포트로스 드 티주아나 (티주아나 콜츠)

## 같이 보기
- 멕시칸 리그
- 캐리비안 시리즈

## 참조
1. ↑  1970년에 현재의 이름으로 바뀌었다.
2. ↑  원래 멕시칸 리그 소속의 팀이며 2019 시즌부터 두 리그에 모두 참여하기로 했다. 멕시칸 퍼시픽 리그가 9구단 체계가 되면서 보다 원활한 리그 진행을 위해 10구단으로 참여한다.